# Chả giò
I chả giò sono degli involtini fritti di carne di maiale tritata tipici della cucina vietnamita. Vengono chiamati così nel Vietnam del Sud, mentre nel Vietnam del Nord sono chiamati nem rán o semplicemente nem.

## Ingredienti
Un chả giò è composto tipicamente da carne tritata, funghi e verdure come carote, cavolo rapa e jicama, avvolti in una striscia di carta di riso umida. L'involtino viene poi fritto finché lo strato di carta di riso diventa croccante e dorato.
Non esiste una ricetta univoca: la carne più usata è quella di maiale, ma vengono usati anche pollo, gamberetti, granchio e a volte lumache (nel Vietnam del Nord) e tofu (chả giò chay). Come verdure sono usate anche patate dolci e fagioli mungo, e altri ingredienti addizionali possono essere vermicelli di riso e uova.
Una variante è il Chả giò rế, che usa bánh hỏi (sottili vermicelli di riso intessuti) al posto della carta di riso.